# Roch-Ambroise Auguste Bébian
Roch-Ambroise Auguste Bébian, né le 4 août 1789 à Pointe-à-Pitre en Guadeloupe et mort le 24 février 1839 à Pointe-à-Pitre, est un enseignant entendant qui a profondément transformé l'éducation des personnes sourdes en France.

## Biographie
Auguste Bébian est né le 4 août 1789 à la Pointe-à-Pitre en Guadeloupe dans une famille aisée de propriétaires terriens. Il est le filleul de abbé Sicard[réf. souhaitée]. Il quitte la Guadeloupe pour rejoindre l'abbé Sicard à Paris étudier au Lycée Charlemagne et il est hébergé à l'Institution Nationale des Sourds-Muets de Paris. Bébian apprend la langue des signes avec les élèves de l'institution, notamment son ami Laurent Clerc.
Auguste Bébian devient le censeur (équivalent de directeur-Adjoint) le 30 avril 1819 jusqu’au janvier 1821 lequel il est exclu de l'Institution Nationale des Sourds-Muets de Paris, après une longue période de professorat à cette Institution et d'une recherche pédagogique très poussée dans son enseignement. Il est adoré de ses étudiants mais mal vu de la Direction et de ses collègues oralistes.
Citation de Bébian : "...il est absurde de vouloir baser l'enseignement des sourds-muets sur la parole, de choisir directement la faculté qui leur manque pour principal instrument de leur instruction"
Autre citation de son essai sur la mimographie (avec l'écriture de la Langue des Signes) "le sourd-muet pourrait exprimer sa pensée sur le papier, aussi et plus clairement que par le geste et sans avoir besoin de la traduire linéairement dans aucune langue"

## Livre
Il écrit un essai en 1817 : Essai sur les "sourds-muets" et sur le langage naturel 
un autre en 1825 : Mimographie ou Essai d'écriture mimique, propre à régulariser la langue des signes (langage utilisé par les Sourds). Paris chez Louis Colas, libraire - rue Dauphine no 32 dans lequel il décrit avec détail sa "mimographie" (écriture de la langue des signes naturelle),.